# Dejima Takeharu
Dejima Takeharu (jap. 出島 武春; * 21. März 1974 in Kanazawa, Präfektur Ishikawa) ist ein ehemaliger japanischer Sumōringer.
Dejima, der keinen angenommenen Ringernamen verwendete, sondern unter seinem wirklichen Personennamen antrat, kam aus dem Hochschulsport. Er kämpfte vor seiner Profikarriere für die Chūō-Universität in Tokio. 1996 wechselte er ins professionelle Lager und trat dem Ringerstall Musashigawa-Beya bei. Seine frühe Laufbahn war von einem schnellen Aufstieg durch die Ränge geprägt: im September 1996 erreichte Dejima die Jūryō-Division, im März 1997 die Makuuchi.
Im November des Jahres wurde er bereits zum Sekiwake befördert – und erlitt in seinem ersten Turnier im neuen Rang eine ernste Verletzung des Sprunggelenks, so dass er an den nächsten Turnieren nicht teilnehmen konnte und wieder weit zurückfiel. Danach stieg er etwas langsamer wieder auf. 1999 hatte er sich wieder zum Sekiwake hochgekämpft. Im Juli des Jahres gewann er das Turnier in Nagoya im Ausscheidungskampf gegen Akebono. Außerdem rückte er zum Ōzeki auf.
Zu diesem Zeitpunkt stand Dejima auf dem Zenit seiner Karriere. Die Ergebnisse seiner zwölf absolvierten Turniere im zweithöchsten Rang genügten nicht, um ihm auf Dauer einen Platz an der Spitze der Division zu sichern, und so wurde Dejima im November 2001 wieder zum einfachen Maegashira degradiert und konnte sich nicht wieder dauerhaft ans oberen Ende der Rangliste vorarbeiten. Ein vorübergehender Wiederaufstieg in die Sanyaku-Ränge im Jahr 2003 blieb folgenlos. Seit seiner ersten schwerwiegenden Verletzung wurde Dejima noch mehrfach Opfer von verschiedenen Beinverletzungen.
Die Technik Dejimas war schnörkellos. Er beschränkte sich meist darauf, zu versuchen, seine Gegner aus dem Ring zu schieben (Oshi-Sumō). Zuletzt brachte er 162 kg Kampfgewicht bei 1,80 m Größe auf.
So lange wie Dejima hat bislang noch kein Rikishi nach Verlust dieses Ranges weitergekämpft. Eine erfolgreiche Rückeroberung dieses Titels war allerdings angesichts Dejimas Stärkeabnahme und seines im Ligavergleich schon fortgeschrittenen Alters eher unwahrscheinlich.
Im Juli 2009 beim Turnier von Nagoya erklärte Dejima seinen Rücktritt aus dem aktiven Sport, nachdem als Maegashira 13 beim Stande von 2-9 sein Abstieg in die Jūryō-Division bevorstand.